# هانا یابلسونکا
هانا یابلسونکا (اوکراینی: Га́нна Григо́рівна Машу́тіна؛ ۲۰ ژوئیهٔ ۱۹۸۱ – ۲۴ ژانویهٔ ۲۰۱۱) نمایشنامه‌نویس، شاعر اهل اوکراین بود.